# Conseil régional de la Guadeloupe
Pour un article plus général, voir Guadeloupe.
Mandature 2021-2028
Hôtel de région
Le conseil régional de Guadeloupe est l'assemblée délibérante de la région française d'outre-mer de Guadeloupe. Le conseil régional est composé de 41 conseillers régionaux élus pour 6 ans et est présidé par Ary Chalus.
Il siège à Basse-Terre, dans le quartier du Petit Paris à l'est de la ville sur l'avenue Paul Lacavé.

## Présidents du conseil régional
| Période | Période  | Identité                | Étiquette    | Qualité                           |
| ------- | -------- | ----------------------- | ------------ | --------------------------------- |
| 1975    | 1980     | Pierre Mathieu          | FGPS         | Maire de Baie-Mahault (1969-1977) |
| 1980    | 1981     | Robert Pentier          | FGPS         |                                   |
| 1981    | 1982     | Marcel Esdras           | UDF          |                                   |
| 1982    | 1983     | Marcel Gargar           | PCG          |                                   |
| 1983    | 1986     | José Moustache          | RPR          |                                   |
| 1986    | 1992     | Félix Proto             | FGPS         |                                   |
| 1992    | 2004     | Lucette Michaux-Chevry  | RPR puis UMP |                                   |
| 2004    | 2012     | Victorin Lurel          | FGPS         |                                   |
| 2012    | 2014     | Josette Borel-Lincertin | FGPS         |                                   |
| 2014    | 2015     | Victorin Lurel          | FGPS         |                                   |
| 2015    | en cours | Ary Chalus              | GUSR         |                                   |

## Composition actuelle
Le Conseil régional de la Guadeloupe comprend 41 conseillers régionaux élus au suffrage universel direct pour 6 ans  selon un scrutin de liste à deux tours par département à la représentation proportionnelle. 
| Président du Conseil régional de Guadeloupe   |       |       |      |                      |
| Ary Chalus (GUSR)                             |       |       |      |                      |
| Parti                                         | Sigle | Sigle | Élus | Groupes              |
| Majorité (33 sièges)                          |       |       |      |                      |
| Guadeloupe unie, solidaire et responsable     |       | GUSR  | 32   | Continuons d'avancer |
| Divers gauche                                 |       | DVG   | 1    | Continuons d'avancer |
| Opposition (8 sièges)                         |       |       |      |                      |
| Fédération guadeloupéenne du Parti socialiste |       | FGPS  | 4    | Péyi Gwadloup        |
| Divers gauche                                 |       | DVG   | 4    | Péyi Gwadloup        |

### Commissions sectorielles
Le Conseil régional s'appuie sur 16 commissions sectorielles. Celles-ci émettent des observations et élaborent des propositions stratégiques et opérationnelles dans leurs domaines d'intervention. Le Président consulte ces commissions avant que les dossiers ne soient soumis au vote des conseillers régionaux en Commission permanente ou en séance plénière.
Chaque commission thématique est constituée d'un président, d'un vice-président, d'un secrétaire-rapporteur et d'au moins quatre membres. Les élus de tous les groupes politiques y siègent.
- Commission aménagement et rééquilibrage du territoire
- Commission finance, fiscalité et patrimoine
- Commission coopération et affaires européennes et universités
- Commission infrastructures et transports
- Commission culture
- Commission développement économique, octroi de mer, innovation et recherche
- Commission environnement et cadre de vie
- Commission éducation
- Commission formation professionnelle et insertion
- Commission tourisme
- Commission logement et solidarité
- Commission santé et sport
- Commission audiovisuel
- Commission énergie

### Commissionad hoc
Le Conseil régional compte une commission ad hoc relevant du secteur de l’octroi de mer. Cette commission spécifique est chargée d'étudier et d'émettre des avis sur les dossiers techniques de l'octroi de mer avant leur examen devant l'Assemblée plénière.

## Composition antérieure

### 2004-2010
| Liste              | Tête de liste          | 1er tour | 1er tour | 2d tour | 2d tour |
| Liste              | Tête de liste          | Voix     | %        | Voix    | %       |
| ------------------ | ---------------------- | -------- | -------- | ------- | ------- |
| FGPS - PPDG - GUSR | Victorin Lurel         | 65 962   | 44,29    | 99 805  | 58,23   |
| UMP                | Lucette Michaux-Chevry | 56 024   | 37,62    | 71 602  | 41,77   |
| DVG                | Daniel Marsin          | 8 158    | 5,48     |         |         |
| PCG - UPLG         | Ary Broussillon        | 5 874    | 3,94     |         |         |
| Les Verts          | Harry Durimel          | 4 306    | 2,89     |         |         |
| DVG                | Octavie Losio          | 3 085    | 2,07     |         |         |
| DIV                | Juliette Nubret        | 2 302    | 1,55     |         |         |
| CO                 | Jean-Marie Nomertin    | 1 759    | 1,18     |         |         |
| DIV                | Gérard Lauriette       | 1 470    | 0,99     |         |         |
|                    |                        |          |          |         |         |
| Inscrits           | Inscrits               | 289 664  | 100,00   | 286 899 | 100,00  |
| Abstention         | Abstention             | 131 693  | 45,46    | 107 781 | 37,57   |
| Votants            | Votants                | 157 971  | 54,54    | 179 118 | 62,43   |
| Blancs et nuls     | Blancs et nuls         | 9 031    | 5,72     | 7 711   | 4,30    |
| Exprimés           | Exprimés               | 148 940  | 94,28    | 171 407 | 95,70   |

### 2015-2021
Durant ce mandat, le conseil régional est composé de 28 conseillers de la liste « Changez d'Avenir » dont le président régional Ary Chalus et de 13 conseillers de la liste PS « la Guadeloupe toujours mieux ».

#### Résultat des élections régionales de 2015
| Tête de liste | Tête de liste                | Liste              | 1er tour | 1er tour | 2d tour | 2d tour | Sièges | Sièges |
| Tête de liste | Tête de liste                | Liste              | #        | %        | #       | %       | #      | %      |
| ------------- | ---------------------------- | ------------------ | -------- | -------- | ------- | ------- | ------ | ------ |
|               | Ary Chalus                   | GUSR               | 61 173   | 43,55    | 98 464  | 57,42   | 28     | 68,3   |
|               | Victorin Lurel               | FGPS - CELV - PPDG | 57 717   | 41,09    | 72 721  | 42,48   | 13     | 31,70  |
|               | Laurent Bernier              | LR - UDI           | 6 312    | 4,49     |         |         |        |        |
|               | Mélina Seymour               | AG                 | 4 470    | 3,18     |         |         |        |        |
|               | Alain Plaisir                | CIPPA              | 2 603    | 1,85     |         |         |        |        |
|               | Henri Yoyotte                | DVD                | 2 220    | 1,58     |         |         |        |        |
|               | Jean-Marie Nomertin          | CO                 | 1 992    | 1,42     |         |         |        |        |
|               | Stéphan Viennet              | FN                 | 1 973    | 1,40     |         |         |        |        |
|               | Mona Cadoce                  | PCG                | 1 297    | 0,92     |         |         |        |        |
|               | Marie-Christine Mirre-Quidal | UPLG               | 697      | 0,50     |         |         |        |        |
|               |                              |                    |          |          |         |         |        |        |
| Inscrits      | Inscrits                     | Inscrits           | 313 343  | 100,00   | 313 364 | 100,00  |        |        |
| Abstentions   | Abstentions                  | Abstentions        | 165 458  | 52,79    | 133 790 | 42,69   |        |        |
| Votants       | Votants                      | Votants            | 147 975  | 47,21    | 179 574 | 57,31   |        |        |
| Blancs        | Blancs                       | Blancs             | 2 983    | 0,95     | 3 190   | 1,02    |        |        |
| Nuls          | Nuls                         | Nuls               | 4 538    | 1,45     | 5 199   | 1,66    |        |        |
| Exprimés      | Exprimés                     | Exprimés           | 140 454  | 44,81    | 171 185 | 54,63   |        |        |

#### Commission permanente
Composition de la commission permanente à l'issue des élections du 13 décembre 2015.
Président : Ary Chalus
Vice-présidents :
- 1er vice-président Guy Losbar
- 2e vice-présidente Marie-Luce Penchard
- 3e vice-président Olivier Serva
- 4e vice-présidente Diana Perran
- 5e vice-président Camille Pelage
- 6e vice-présidente Maguy Celigny
- 7e vice-président Jean-Marie Hubert
- 8e vice-présidente Sylvie Gustave dit Duflo

Les autres membres:
- Victorin Lurel
- Marie-Camille Mounien
- Christian Baptiste
- Hélène Vainqueur-Christophe